# Alfonso Caso
Alfonso Caso är en ort i Mexiko.   Den ligger i kommunen Tekax och delstaten Yucatán, i den östra delen av landet, 1 000 km öster om huvudstaden Mexico City. Alfonso Caso ligger 103 meter över havet och antalet invånare är 403.
Terrängen runt Alfonso Caso är platt. Runt Alfonso Caso är det ganska glesbefolkat, med 24 invånare per kvadratkilometer. Närmaste större samhälle är Tzucacab, 10,3 km öster om Alfonso Caso. I omgivningarna runt Alfonso Caso växer i huvudsak städsegrön lövskog.